# Чінеду Обасі
Чінеду Обасі (англ. Chinedu Obasi, нар. 1 червня 1986, Енугу) — нігерійський футболіст, нападник шведського клубу АІК.
Насамперед відомий виступами за клуб «Гоффенгайм 1899», «Шальке 04», а також національну збірну Нігерії.

## Клубна кар'єра
Народився 1 червня 1986 року в місті Енугу. Вихованець нігерійських футбольних шкіл. 2005 року перебрався до Європи, уклавши контракт з норвезьким «Люном», в команді якого провів два сезони, взявши участь у 29 матчах чемпіонату.
Своєю грою за цю команду привернув увагу представників тренерського штабу німецького «Гоффенгайм 1899», до складу якого приєднався 2007 року. Відіграв за гоффенгаймський клуб наступні чотири сезони своєї ігрової кар'єри. Більшість часу, проведеного у складі «Гоффенгайма», був основним гравцем атакувальної ланки команди.
До складу клубу «Шальке 04» приєднався 2012 року, спочатку на умовах оренди, а згодом уклавши повноцінний контракт. Наразі встиг відіграти за клуб з Гельзенкірхена 14 матчів в національному чемпіонаті.

## Виступи за збірні
Протягом 2003–2005 років залучався до складу молодіжної збірної Нігерії. На молодіжному рівні зіграв у 8 офіційних матчах, забив 3 голи.
У 2006 році дебютував в офіційних матчах у складі національної збірної Нігерії. Наразі провів у формі головної команди країни 18 матчів, забивши 4 голи.
У складі збірної був учасником чемпіонату світу 2010 року у ПАР, а також Кубка африканських націй 2010 року в Анголі, на якому команда здобула бронзові нагороди.

## Титули і досягнення
- Срібний олімпійський призер: 2008
- Бронзовий призер Кубка африканських націй: 2010